# Concile d'Avignon (1326)
Pour les articles homonymes, voir Concile d'Avignon.

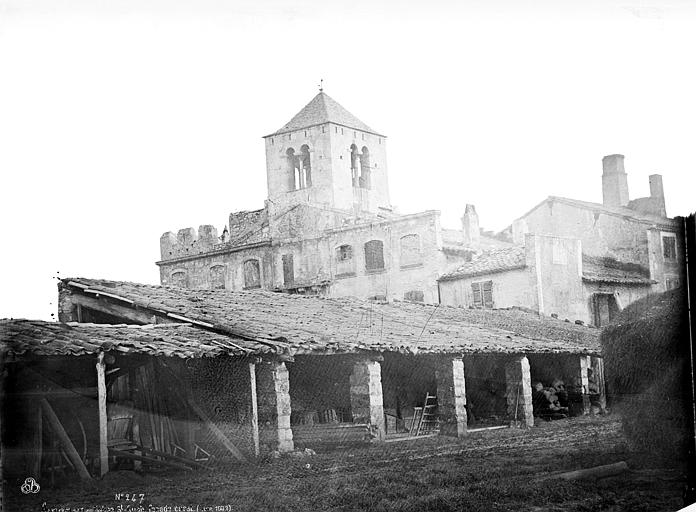
Façade ouest de l'abbaye de Saint-Ruff en 1882

Le 18 juin 1326, se tient le concile d’Avignon dans l'Abbaye de Saint-Ruf. Il est présidé par le camérier de Jean XXII, Gasbert de Valle, archevêque d'Arles en présence des archevêques d'Aix-en-Provence et d'Embrun mais pas d'Avignon ; en effet sous le règne du pape Jean XXII, il n'y eut ni archevêque ni évêque à Avignon.
Ce concile renouvelle les restrictions imposées aux Juifs dans les précédents conciles et impose notamment que tout Juif âgé de plus de quatorze ne puisse sortir de chez lui sans porter une marque sur la poitrine, une rouelle d'une circonférence de plus de trois à quatre doigts, et aux juives de plus de douze ans, de porter des cornailles sur la tête, sorte de coiffe à cornes. Ces décrets anti-juifs et d'autres qui les suivent seront réaffirmés et augmentés lors du concile d'Avignon de 1337.